# Silvio Bedini
Silvio Bedini, ameriški zgodovinar in arheolog italijanskega porekla; * 17. januar 1917 Ridgefield, Connecticut, ZDA; † 14. november 2007, Washington, ZDA.
Silvio Bedini je bil ameriški zgodovinar in tehnolog, ki se je posvetil zlasti raziskovanju in predstavljanju zgodnjih renesančnih znanstvenih izumov in orodij. Bil je častni zgodovinar na Smithsonian Institution, kjer je deloval kot predavatelj skozi 25 let do upokojitve 1987 in vse do smrti.

## Življenjepis

### Mladost
Silvio Anthony Bedini se je rodil na pristavi nekaj kilometrov od naselja Ridgefield v ameriški zvezni državi Connecticut 17. januarja 1917.
Njegov oče je bil Vincent Luigi Bedini (1887 - 1947), mati Cesira E. Stefanelli (1887 - 1965), žena:   Gerda Hintz Bedini (1922 - 2008), starejši brat: Ferdinand B. Bedini (1913 - 2002). V zakonu sta se mu rodila dva otroka: Peter in Leandra. 
Starši so se priselili iz Italije štiri leta pred njegovim rojstvom, tik pred začetkom Prve svetovne vojne. Družina Bedini izhaja iz mesta Monterado oziroma iz Ostre v Markah blizu Ancone.  
Ko je bil še otrok, ga je nenasitna radovednost o svetu, ki ga je obkrožal, vodila k vedno širšim področjem odkrivanja in raziskavanja, da je to postalo njegova značilnost za celo življenje. V družinskem in prijateljskem krogu je rad pripovedoval zgodbe o svojih raziskovanjih, ki so ga vodila v širjavo in daljavo, skozi puščo in goščo: od poraslih grobišč do starih cerkva in državljanskih spominov ter vse do strogo nadzorovanih vatikanskih listin. 1961 je postal oskrbnik (curator), poslanski ravnatelj (deputy director) ter varuh redkih knjig (keeper of rare books). Bil je zelo redoljuben tako v uradu kot doma: Silvio je pospravil in uredil svojo mizo vsako noč, tako da je lahko začel zjutraj na novo. Njegov sin Peter in hči Leandra sta povedala, da je njun oče nadaljeval svoje delo do samega konca, tudi ko je že bil privezan na bolniško posteljo in celo v bolnici. Tam je dokončal tudi svoje zadnje – polstoletno delo in tudi najobsežnejšo knjigo - življenjepis italijanskega renesančnega urarja oziroma izdelovalca ur Campanija. 
V mladih letih ga je očaral je prepirljivi »zbiralec divjih živali« Buck, ki je imel pri svojih pohodih po džunglah za geslo: “Prinesi me domov živega” .

### Vojaška tajna služba
Tudi sam je zbiral vse živo in mrtvo, zlasti starine. Ljubil je zgodovino in življenjepisje ter se je 1935 vpisal na Univerzo Kolumbijo (Columbia University v New Yorku), kjer je doktoriral iz primerjalne književnosti; kot prostovoljec se je prijavil v ameriško vojsko. Strast za reševanjem skrivnosti in šifer ga je vodila skozi obveščevalno službo do čina narednika na poštno številko 1142, kjer je med vojno dešifriral pošto, ki so jo dobivali ali jo pošiljali nemški vojni ujetniki – šifrirana in skrita poročila pa je pošiljal tudi ameriškim vojnim ujetnikom s pomočjo štirinajstih izvedencev, ki jim je postal predstojnik 1943. Leta 1945 je že bil glavni obveščevalec za zvezo s Pentagonom; čeprav se je po koncu druge svetovne vojne kot osemindvajsetletnik vrnil k navadnemu delu, je vse življenje ostal očaran z razreševanjem zgodovinskih in drugih skrivnosti. 

## Družina in delo

### Družina
Silvijeva knjižno omaro je krasil Dorétov bakrorez, ki prikazuje človeka zatopljenega v svoje knjige z zanj značilnim latinskim podnapisom - saj je veliko prevajal iz latinščine in italijanščine - obvladoval pa je tudi druge jezike:
| Inscriptio (latinsko)           | Inscription (angleško)              | Podnapis (slovensko)      |
| ------------------------------- | ----------------------------------- | ------------------------- |
| »Satis Temporis Non Est Nobis«. | »For us, there is not enough time«. | »Mi nimamo zadosti časa«. |

Imel je stalno nove načrte – šele smrt mu je pri devetdesetih tako rekoč iztrgala pero iz rok. 
1951 se je poročil in žena Garda (ki so jo klicali Gale) Hintz (1922-2008) mu je rodila dva otroka, Leandro in Petra. V 56-ih letih skupnega življenja je bila Gale njegova soraziskovalka, sozaložnica, popravljavka besedil, upravnica in urejevalka kazal. 
Njegova hči Leandra je postala predavateljica v šoli School of Health and Human Performance na severnokarolinski univerzi v Greensboroju, sin Peter pa načrtovalni upravnik v prostorskem oddelku laboratorija na univerzi Johns Hopkins University. Otroka sta stala sodelovala z očetom pri njegovem vsestranskem delovanju, mu stala ob strani v njegovi starostni bolezni in mu pomagala urejevati domačijo in vrt; večkrat sta izrazila občudovanje zavoljo njegovo vsestransko delavnosti vse do smrti. 

### Poljudno-znanstveni pisatelj
Po očetovi želji je Silvio po odhodu iz vojaške službe pomagal pri očetovi družbi Bedini company, ki je pomagala priseljencem prihajajočih v New York. 

Ob večerih pa si je vzel časa in je vedno več bral zlasti znanstvene knjige in začel pisati sestavke za enciklopedije, pa tudi risanke za poljubno in zanimivo šolsko razlago znanstvenih odkritij:   
1. "The Case of the Twitching Legs" (Primer trzajočih nog – o Galvaniju in Voltu);
2. Start the Music - (Začenja se glasba – o izumu glasbil);
3. Fleas on the Floor - (Bolhe na tleh – o izumu drobnogleda ali mikroskopa);
4. Words without Wires – (Besede brez žic – o radiu in brzojavu oziroma radio-telegrafiji);
5. Crazy Kelly: The Beginning of Modern Steelmaking – (Prismojeni Kelly [8] – začetek sodobnega jeklarstva). [9]
6. 1958 je Bedini sprejel povabilo, da naj napiše sestavek o svojem rojstnem mestu ob njegovi 250-letnici; že po treh mescih je napisal knjigo Ridgefield in Review na 426-ih straneh. [10]
7. Napisal je tudi mnogo znanstveno-zgodovinskih člankov, razprav in knjig, zlasti s področja strojništva.

### Nenavadno odkritje
Med pripravami na začetek Drugega vatikanskega vesoljnega cerkvenega zbora so hoteli posodobiti ogrevanje v vatikanskih belvederskih vrtovih; pri tem so delavci naleteli na živalsko okostje; bili so navdušeni, ker so računali na dinozavra; navdušenje pa je takoj splahnelo, ko so ugotovili, da gre le za slona. Na najdbo so hitro pozabili; ostala pa je nerešena uganka, kaj naj bi slon počel v Vatikan. 

Konec osemdesetih let 20. stoletja pa se je za zadevo začel zanimati arheolog, tehnolog in zgodovinar Bedini, takrat profesor na Smithsonian Institute v New Yorku. Ko je namreč raziskoval podzemne vatikanske predore in naletel na slonove kosti, je odkritje vzburilo njegovo znanstveno radovednost in po temeljitem preučevanju je 1997 izdal knjigo z naslovom: Papežev slon (The Pope’s Elephant), ki je kmalu postala uspešnica. V njej je pojasnil skrivnost: pokopani slon ni bil nihče drugi kot slavni Hano, najbolj priljubljena žival Leona X., še prej pa portugalskega kralja Manuela.    
V tej knjigi znanstvenik opisuje strastno vnemo Leona X. nad raznimi redkimi zverinami, zlasti pa nad slončkom, ki mu ga je podaril portugalski cesar: zgodba, ki se zdi in bere kot roman; vendar je zelo malo sad domišljije, ampak izhaja nasprotno iz zahtevnih raziskav po arhivih Vatikana, Serenissime in Portugalske. Ta zgodba je vzburljiva in hkrati pohujšljiva - vendar izraža mnenje, da ta ljubka žival - izredno nadarjeni in spretni slon - ni bil kriv za začetek reformacije, kot so nekateri posamezniki zatrjevali.

### Dela
- "Johann Philipp Trefler: Clockmaker of Augsburg", Bulletin of the National Association of Watch and Clock Collectors (1956—1957), reprinted as pamphlet. (1957).
- Ridgefield in Review. (1958).
- Agent for the Archduke: Another chapter in the story of Johann Phillip Treffler, Clockmaker of Augsburg. (1961).
- XIVth and XVth century public clocks of the papal marches. (1962).
- Galileo Galilei and time measurement: A re-examination of pertinent documents. (1963).
- "The scent of time: A study of the use of fire and incense for time measurement in Oriental countries" (Transactions of the American Philosophical Society, new ser). (1963).
- "The Borghesi Astronomical Clock in the Museum of History and Technology", Contributions from the Museum of History and Technology, Paper 35, United States National Museum Bulletin, Volume 240, Washington, D.C.: Smithsonian Institution. (1966).[16]
- Early American Scientific Instruments and Their Makers. (1964).
- The makers of Galileo's scientific instruments. (1964).
- "Mechanical Universe. The Astrarium of Giovanni de Dondi" from Transactions of the American Philosophical Society, New Series, Volume 56, Part 5. (1966).
- Sundials and dialling: A bibliography of Italian and other references. (1966).
- Seventeenth century magnetic timepieces. (1969).
- Benjamin Banneker and the survey of the District of Columbia, 1791. (1971).
- The tube of long vision : (the physical characteristics of the early 17th Century telescope). (1971).
- The Life of Benjamin Banneker: The Definitive Biography of the First Black Man of Science. (1972).
- The Life of Benjamin Banneker. New York: Scribner, 1971. 1972. ISBN 0-684-12574-9.
- Moon Man's Greatest Adventure (with Wernher von; Whipple, Fred L. and Thomas, Davis Braun. (1973).
- Thinkers and tinkers: Early American men of science. (1975).
- The Spotted Stones. (Library Binding - 1978).
- Introduction—the Vatican's astronomical paintings and the Institute of the Sciences of Bologna. (1980).
- Thinkers and Tinkers: Early American Men of Science. (1980).
- Th. Jefferson and science: Exhibition catalogue. (1981).
- Declaration of Independence Desk, Relic of Revolution. (1982).
- Thinkers and Tinkers: Early Men of Science. (1983).
- "At the Sign of the Compass and Quadrant: The Life and Times of Anthony Lamb" (Transactions of the American Philosophical Society). (1984).
- "The scientific instruments of the Lewis and Clark expedition", Great Plains Quarterly. (1984).
- Thomas Jefferson and His Copying Machines (Monticello monograph series). (1984)
- Clockwork cosmos: Bernardo Facini and the Farnese planisferologio (Studi e testi). (1985).
- Thomas Jefferson and American vertebrate paleontology (Virginia Division of Mineral Resources publication). (1985).
- Early American Scientific Instruments and Their Makers. (1986).
- Marshall's meridian instrument. (1987).
- Thomas Jefferson: Statesman of Science. (1990).
- The Christopher Columbus Encyclopedia. (1991).
- The pulse of time : Galileo Galilei, the determination of longitude, and the pendulum clock. (1991).
- Science and Instruments in Seventeenth-Century Italy (Collected Studies Series, Cs448). (1994).
- The Trail of Time : Time Measurement with Incense in East Asia, Cambridge University Press. (1994). ISBN 0-521-37482-0
- "The Mace and the Gavel: Symbols of Government in America", (Transactions of the American Philosophical Society). (1997).
- Pope's Elephant: An Elephant's Journey from Deep in India to the Heart of Rome. (1997).
- Christopher Columbus and the Age of Exploration: An Encyclopedia, (with David Buisseret). (1998).
- Maryland Historical Magazine - Summer 1998 (Vol. 93 No. 2) (with Michael P. McCarthy, Merle T. Cole and Karen Robbins). (1998).
- The Pope's Elephant, Nashville, Sanders. (1998).
- The Jefferson Stone: Demarcation of the First Meridian of the United States. Frederick, MD: Professional Surveyors Publishing Co. (1999). ISBN 0-9665120-1-4.[17][18]
- Patrons, Artisans and Instruments of Science, 1600-1750, (Collected Studies, Cs635.), (1999)[19]
- The Life of Benjamin Banneker: The First African-American Man of Science (2. izd.). Baltimore: Maryland Historical Society. 1999. ISBN 0-938420-59-3.[20]
- William Churton (fl. 1749-1767): North Carolina Cartographer (Professional surveyor). (2001).
- With Compass and Chain: Early American Surveyors and Their Instruments. (2001).
- Jefferson and Science (with Donald Fleming). (2002).
- »Benjamin Banneker«. Complete Dictionary of Scientific Biography. Encyclopedia.com. 2008. Pridobljeno 8. maja 2012.

## Smrt in spomin

### Smrt
Silvio Bedini je umrl 14. novembra 2007 v bolnišnici v Washingtonu za pljučnico. 

Pokopan je na Saint Marys Cemetery v Ridgefieldu, Fairfield County v Connecticutu, ZDA.

### Epitaf
Na grob so mu vklesali Nagrobni napis za urarja , kot ga je Silvio sam navedel v svoji knjigi Življenje Benjamina Bannekerja  . Epitaf je vrezan na nagrobni plošči urarja Routleigha 
| ’’Epitaph on Watchmaker’’ (angleški izvirnik) | ’’Nagrobni napis za urarja’’ (slovenski prevod) |
| --- | --- |
| Here lies in the horizontal position The outside case of Silvio Bedini, Watchmaker, Whose abilities in that line were an honour To his profession: Integrity was the main-spring, And prudence the regulator Of all the actions of his life: Humane, generous and liberal, His hand never stopped Till he had relieved distress; So nicely regulated were all his movements That he never went wrong Except when set-a-going by people Who did not know his key; Even then, he was easily Set right again: He had the art of disposing of his time so well That his hours glided away In one continual round Of pleasure and delight, Till an unlucky moment put a period to His existence; He departed this life November 14, 2007, aged 90; Wound up, in hopes Of being taken in hand by his Maker, And of being thoroughly cleaned, repaired and set-a-going in the World to come. | Tukaj leži v vodoravnem položaju Zunanje ohišje Urarja Silvija Bedinija, Čigar zmožnosti na tem področju So bile v čast njegovemu poklicu: Poštenost je bila pero (v uri), In preudarnost urejevalec Vseh dejanj njegovega življenja: Priljuden, velikodušen in svododoljuben, Njegov kazalec se ni nikoli zaustavil, Niti takrat ne, kadar ga je zagrnila žalost; Tako lepo so bili urejeni vsi njegovi gibi, Da ni nikoli šel narobe; Razen, kadar so ga pognali ljudje, Ki niso poznali njegovega ključa; Celo takrat se lahko Zopet prav naravnal: Imel je načina, razporediti svoj čas tako dobro, Da so njegove ure tekle naprej V neprekinjenem krogu Veselja in zadovoljstva, Vse dokler ni nesrečen trenutek Ustavil obdobje njegovega bivanja; Iz tega življenja je odšel 14. novembra 2007, star 90 let; Prešinjen, od upanja, Da je prispel v roke svojega Izdelovalca, In da bo temeljito očiščen, popravljen In sprožen v prihajajočem novem svetu. |

### Ocena
| Slogan (angleško)                                 | Geslo (slovensko)                       |
| ------------------------------------------------- | --------------------------------------- |
| »A seeking mind always filled with new projects«. | »Iščoč um je vedno poln novih načrtov«. |

Tako je zapisal Bedini v spomin na svojega sodelavca Dibnerja , ki je umrl star 90 let. Prav isto bi mogli reči o Silviju, ki je tudi umrl kot devetdesetletnik in je soustvarjal ustanavljanje tehnologije ali strojništva kot znanstvene panoge pri »Smithsonian Institution's Museum of History and Technology« in pri »Mel Kranzberg's Society for the History of Technology«. Skupaj z njim in drugimi sodelavci je prejel nagrado »Da Vinci Medal«; na to mesto pa je prišel po ovinkih – prek svoje strasti do zbiranja starin – med drugim starih ur, kakor tudi renesančnih strojniških oziroma tehnoloških dosežkov.  